# Neothelaxes viticola
Neothelaxes viticola är en insektsart som beskrevs av Chakrabarti och Quednau 1996. Neothelaxes viticola ingår i släktet Neothelaxes och familjen långrörsbladlöss. Inga underarter finns listade i Catalogue of Life.